# حسین میرمحمدصادقی
میرحسین میر محمدصادقی (زاده ۱۳۳۵ تهران) حقوقدان و وکیل دادگستری است که عضو مرکز وکلای قوه قضائیه و نویسنده کتب حقوقی در رشته حقوق کیفری به ویژه حقوق کیفری اختصاصی و منتخب دومین همایش اهدای چکش زرین عدالتاست که فرزند علاءالدین میرمحمدصادقی میلیاردر و فعال سیاسی اقتصادی ایرانی و نیز استاد دانشکده حقوق دانشگاه شهید بهشتی و از استادان مدعو دانشگاه علوم اسلامی رضوی مشهد و رئیس دانشگاه علمی و کاربردی اتاق بازرگانی ایران است.

## زندگی
در تاریخ ۱۳۳۵/۱۱/۱۷ در یکی‌ از محله‌های خیابان نظام آباد تهران متولد شد. دوران دبیرستان را در دبیرستان علوی تهران سپری کرد. وی در خرداد ماه ۱۳۵۴ موفق به اخذ دیپلم ریاضی گشت و پس از شرکت در آزمون ورودی دانشگاه‌ها و قبولی در چند رشته، تحصیل در دانشکده حقوق دانشگاه ملی ایران (شهید بهشتی فعلی) را انتخاب کرد. در خردادماه ۱۳۵۷ با احراز رتبه اول از دانشکده حقوق فارغ‌التحصیل شد، پس از آن با شرکت در آزمون ورودی دوره کارشناسی ارشد حقوق در دانشگاه‌های تهران و ملی (شهید بهشتی فعلی) و نیز آزمون اعزام دانشجو به خارج در هر سه آزمون پذیرفته شد. او برای ادامه تحصیل در مقطع کارشناسی ارشد عازم دانشگاه لندن شد.
مدارک تحصیلی که پس از قریب ده سال اقامت در انگلستان موفق به اخذ آن‌ها شده به قرار ذیل می‌باشند:
۱_ گواهی نامه عالی در حقوق تطبیقی و اسلامی (دانشگاه لندن)
۲_ کارشناسی ارشد حقوق (دانشگاه لندن)
۳_ معادل دکتری در حقوق جزا (دانشگاه لندن)
۴_ دکتری در حقوق قراردادها (دانشگاه لیورپول)
در دوران اقامت در انگلستان مدتی با بخش حقوق و مطبوعاتی سفارت جمهوری اسلامی ایران در لندن همکاری داشته و به مدت پنج سال در فاصله سال‌های ۱۳۶۰ تا ۱۳۶۵ به عنوان سرپرست دفتر خدمات حقوقی بین‌المللی جمهوری اسلامی ایران در لندن فعالیت می‌کرد؛ و هم اینک نیز عضو رسمی هیئت علمی آن دانشکده – در گروه جزا و جرم‌شناسی – در حال حاضر با رتبه استادی می‌باشد. در اسفندماه ۱۳۷۳ از سوی ریاست قوه قضائیه وقت به عنوان رئیس دانشکده علوم قضایی و خدمات اداری منصوب و مشغول به کار گشت.
در طی دوران تدریس، علاوه بر دانشگاه شهید بهشتی در دانشگاه‌های تهران، تربیت مدرس، مطهری ،امام صادق (ع)، دانشگاه علوم اسلامی رضوی، شیراز، مفید قم و دانشگاه علوم قضایی و خدمات اداری به تدریس دروس مختلف حقوق جزا و متون حقوقی در دوره کارشناسی و کارشناسی ارشد و دکتری و در مراکزی مانند مرکز آموزش اتاق بازرگانی و صنایع و معادن ایران به تدریس اصول حقوقی قراردادها برای مدیران دولتی و خصوصی پرداخته، به علاوه در همایش‌ها و سمینارهای مختلف داخلی و بین‌المللی مقالات گوناگونی را ارائه نموده که در مجموعه مقالات آن همایش‌ها به چاپ رسیده‌است.

## کتاب‌های تألیفی
- مجموع سخنرانی‌های ارائه شده در نخستین همایش ملی پیشگیری از جرم - ۱۳۸۸
- تدابیر حقوقی کاهش خشونت مبتنی بر جنسیت (۱) در راستای تحکیم بنیاد خانواده (مجموع مقالات) - ۱۳۸۸
- دادگاه کیفری بین‌المللی ۱۳۹۶
- لزوم پیگیری جنایات ارتکاب یافته در غزه از منظر حقوق جزای بین‌الملل - ۱۳۹۰
- تحلیل مبانی حقوق جزای عمومی، چاپ دوم ۱۳۹۵
- حقوق کیفری اختصاصی (۱) جرایم علیه اموال  و مالکیت، چاپ بیست و چهارم ۱۳۹۶ نشر میزان به مدیر مسئولی عباس شیری ورنامخواستی
- حقوق کیفری اختصاصی (۲) جرایم علیه امنیت و آسایش عمومی، چاپ پنجاهم ۱۳۹۶ نشر میزان به مدیر مسئولی عباس شیری ورنامخواستی
- حقوق جزای اختصاصی(۳):جرایم علیه اشخص چاپ سی و پنجم ۱۳۹۶ نشر میزان به مدیر مسئولی عباس شیری ورنامخواستی
- حقوق جزای عمومی (۱) : پدیده مجرمانه، چاپ نخست ۱۳۹۹

## کتاب‌های ترجمه
- تحلیل مبانی حقوق جزای عمومی، چاپ دوم - ۱۳۹۵
- حقوق جزای اختصاصی انگلستان و نقش حقوق جزا در جامعه - ۱۳۹۱

## سوابق اجرایی
- سرپرست دفتر خدمات حقوقی بین‌المللی جمهوری اسلامی ایران در لندن ۱۳۶۱–۱۳۶۶
- رئیس دانشکده علوم قضایی و خدمات اداری قوه قضائیه از سال ۱۳۷۳–۱۳۸۵
- داور منصوب از سوی ایران در برخی از پرونده‌های خارجی از جمله در پرونده وزارت دفاع جمهوری اسلامی ایران علیه شرکت آلمانی H.D.W که منتج به صدور رأی حدود ۴۰۰ میلیون مارکی به نفع ایران شد
- عضو مؤسس انجمن ایرانی حقوق جزا
- عضو مؤسس انجمن ایرانی جرم‌شناسی
- سخنگوی قوه قضاییه به مدت دو سال ۱۳۷۹–۱۳۸۱
- مدیر گروه حقوق جزا و جرم‌شناسی دانشگاه شهید بهشتی
- رئیس انجمن ایرانی جرم‌شناسی
- رئیس مرکز کرسی حقوق بشر، صلح و دموکراسی یونسکو در دانشگاه شهید بهشتی از ۱۳۹۲[۴]
- معاون آموزش و تحقیقات قوه قضاییه به مدت دو سال ۱۳۷۹–۱۳۸۱
- رئیس سابق مرکز مطالعات توسعه قضایی وابسته به قوه قضاییه
- نایب رئیس سابق شورای عالی توسعه قضایی به مدت دو سال که ریاست آن با رئیس وقت قوه قضائیه بوده‌است
- مدیر نمونه ملی در هفتمین جشنواره شهید رجایی، به دلیل مدیریت موفق در ریاست دانشکده علوم قضایی و خدمات اداری
- مدیر عامل جامعه تعلیمات اسلامی ۱۳۸۵–۱۳۹۰
- رئیس هیئت مدیره جامعه تعلیمات اسلامی که بیش از شصت مدرسه در سراسر ایران دارد
- رئیس مؤسسه آموزشی و پژوهشی اتاق بازرگانی و صنایع و معادن ایران از سال ۱۳۸۰ تا ۱۳۸۶ و از سال ۱۳۸۸ تا کنون
- معاون حقوقی مرکز تحقیقات استراتژیک مجمع تشخیص مصلحت نظام
- معاون قوانین مجلس شورای اسلامی ۱۳۹۷–۱۳۹۹
- رئیس شورای وکلای قوه قضائیه